# Seznam medailistů na mistrovství čtyř kontinentů v rychlobruslení
Mistrovství čtyř kontinentů v rychlobruslení vzniklo v roce 2020 jakožto soutěž pro neevropské rychlobruslaře. Muži závodí na tratích 500 m, 1000 m, 1500 m, 5000 m, v závodě s hromadným startem, v týmovém sprintu a ve stíhacím závodě družstev.

## Medailisté

### 500 metrů
| Rok  | Místo                            | Zlato                            | Stříbro                          | Bronz                            |
| ---- | -------------------------------- | -------------------------------- | -------------------------------- | -------------------------------- |
| 2020 | Milwaukee                        | Kim Čun-ho                       | Alex Boisvert-Lacroix            | Roman Kreč                       |
| 2021 | zrušeno kvůli pandemii covidu-19 | zrušeno kvůli pandemii covidu-19 | zrušeno kvůli pandemii covidu-19 | zrušeno kvůli pandemii covidu-19 |
| 2022 | Calgary                          | Austin Kleba                     | Čcha Min-kju                     | Jevgenij Koškin                  |
| 2023 | Québec                           | Laurent Dubreuil                 | Júma Murakami                    | Kim Čun-ho                       |

### 1000 metrů
| Rok  | Místo                            | Zlato                            | Stříbro                          | Bronz                            |
| ---- | -------------------------------- | -------------------------------- | -------------------------------- | -------------------------------- |
| 2020 | Milwaukee                        | Koki Kubo                        | Laurent Dubreuil                 | Kim Čin-su                       |
| 2021 | zrušeno kvůli pandemii covidu-19 | zrušeno kvůli pandemii covidu-19 | zrušeno kvůli pandemii covidu-19 | zrušeno kvůli pandemii covidu-19 |
| 2022 | Calgary                          | Denis Kuzin                      | Austin Kleba                     | Tchaj Wej-lin                    |
| 2023 | Québec                           | Laurent Dubreuil                 | Pak Song-hjon                    | Kim Tche-jun                     |

### 1500 metrů
| Rok  | Místo                            | Zlato                            | Stříbro                          | Bronz                            |
| ---- | -------------------------------- | -------------------------------- | -------------------------------- | -------------------------------- |
| 2020 | Milwaukee                        | Kim Min-sok                      | Jess Neufeld                     | Jake Weidemann                   |
| 2021 | zrušeno kvůli pandemii covidu-19 | zrušeno kvůli pandemii covidu-19 | zrušeno kvůli pandemii covidu-19 | zrušeno kvůli pandemii covidu-19 |
| 2022 | Calgary                          | Dmitrij Morozov                  | Ted-Jan Bloemen                  | Kim Min-sok                      |
| 2023 | Québec                           | Antoine Gélinas-Beaulieu         | Dmitrij Morozov                  | Jake Weidemann                   |

### 5000 metrů
| Rok  | Místo                            | Zlato                            | Stříbro                          | Bronz                            |
| ---- | -------------------------------- | -------------------------------- | -------------------------------- | -------------------------------- |
| 2020 | Milwaukee                        | Vitalij Ščigolev                 | Dmitrij Morozov                  | Emery Lehman                     |
| 2021 | zrušeno kvůli pandemii covidu-19 | zrušeno kvůli pandemii covidu-19 | zrušeno kvůli pandemii covidu-19 | zrušeno kvůli pandemii covidu-19 |
| 2022 | Calgary                          | Ted-Jan Bloemen                  | Kaleb Muller                     | Bakdaulet Sagatov                |
| 2023 | Québec                           | Vitalij Ščigolev                 | I Sung-hun                       | Jordan Belchos                   |

### Závod s hromadným startem
| Rok  | Místo                            | Zlato                            | Stříbro                          | Bronz                            |
| ---- | -------------------------------- | -------------------------------- | -------------------------------- | -------------------------------- |
| 2020 | Milwaukee                        | Om Čchon-ho                      | Čong Če-won                      | Ian Quinn                        |
| 2021 | zrušeno kvůli pandemii covidu-19 | zrušeno kvůli pandemii covidu-19 | zrušeno kvůli pandemii covidu-19 | zrušeno kvůli pandemii covidu-19 |
| 2022 | Calgary                          | Om Čchon-ho                      | Hayden Mayeur                    | Zach Stoppelmoor                 |
| 2023 | Québec                           | Čong Če-won                      | I Sung-hun                       | Šen Chan-jang                    |

### Týmový sprint
| Rok  | Místo                            | Zlato                                                    | Stříbro                                               | Bronz                                                        |
| ---- | -------------------------------- | -------------------------------------------------------- | ----------------------------------------------------- | ------------------------------------------------------------ |
| 2020 | Milwaukee                        | Jižní Korea Čcha Min-kju, Kim Čun-ho, Kim Čin-su         | Čína Chou Kchaj-po, Sü Fu, Wang Chao-tchien           | Kazachstán Alexandr Klenko, Artur Galijev, Stanislav Palkin  |
| 2021 | zrušeno kvůli pandemii covidu-19 | zrušeno kvůli pandemii covidu-19                         | zrušeno kvůli pandemii covidu-19                      | zrušeno kvůli pandemii covidu-19                             |
| 2022 | Calgary                          | USA Brett Perry, Zach Stoppelmoor, Austin Kleba          | Jižní Korea Čcha Min-kju, Čong Son-kjo, Pak Song-hjon | neuděleno                                                    |
| 2023 | Québec                           | Kanada Christopher Fiola, Laurent Dubreuil, David La Rue | Jižní Korea Kim Čun-ho, Kim Tche-jun, Pak Song-hjon   | USA Tanner Worley, Zach Stoppelmoor, Conor McDermott-Mostowy |

### Stíhací závod družstev
| Rok  | Místo                            | Zlato                                               | Stříbro                                                         | Bronz                                                         |
| ---- | -------------------------------- | --------------------------------------------------- | --------------------------------------------------------------- | ------------------------------------------------------------- |
| 2020 | Milwaukee                        | Kanada Jake Weidemann, Hayden Mayeur, Kaleb Muller  | Jižní Korea Om Čchon-ho, Kim Min-sok, Čong Če-won               | Kazachstán Vitalij Ščigolev, Dmitrij Morozov, Demjan Gavrilov |
| 2021 | zrušeno kvůli pandemii covidu-19 | zrušeno kvůli pandemii covidu-19                    | zrušeno kvůli pandemii covidu-19                                | zrušeno kvůli pandemii covidu-19                              |
| 2022 | Calgary                          | Kanada Ted-Jan Bloemen, Hayden Mayeur, Kaleb Muller | Kazachstán Vitalij Ščigolev, Demjan Gavrilov, Bakdaulet Sagatov | Jižní Korea Čong Jang-hun, Pak Song-hjon, Om Čchon-ho         |
| 2023 | Québec                           | Jižní Korea Čong Če-won, Om Čchon-ho, Jang Ho-čun   | Kanada Jake Weidemann, Antoine Gélinas-Beaulieu, Max Halyk      | Čína Šen Chan-jang, Wang Chung-li, Wang Š’-wej                |

## Medailové pořadí závodníků
Aktualizováno po M4K 2023.
Poznámka: V tabulce jsou zařazeni pouze závodníci, kteří získali nejméně dvě zlaté medaile.
| Pořadí | Jméno            | Zlato | Stříbro | Bronz | Celkem |
| ------ | ---------------- | ----- | ------- | ----- | ------ |
| 1.     | Om Čchon-ho      | 3     | 1       | 1     | 5      |
| 2.     | Laurent Dubreuil | 3     | 1       | 0     | 4      |
| 3.     | Čong Če-won      | 2     | 2       | 0     | 4      |
| 4.     | Kim Čun-ho       | 2     | 1       | 1     | 4      |
| 4.     | Vitalij Ščigolev | 2     | 1       | 1     | 4      |
| 6.     | Ted-Jan Bloemen  | 2     | 1       | 0     | 3      |
| 6.     | Austin Kleba     | 2     | 1       | 0     | 3      |
| 6.     | Hayden Mayeur    | 2     | 1       | 0     | 3      |
| 6.     | Kaleb Muller     | 2     | 1       | 0     | 3      |

## Medailové pořadí zemí
Aktualizováno po M4K 2023.
| Pořadí | Země        | Zlato | Stříbro | Bronz | Celkem |
| ------ | ----------- | ----- | ------- | ----- | ------ |
| 1.     | Jižní Korea | 7     | 8       | 5     | 20     |
| 2.     | Kanada      | 7     | 7       | 3     | 17     |
| 3.     | Kazachstán  | 4     | 3       | 5     | 12     |
| 4.     | USA         | 2     | 1       | 4     | 7      |
| 5.     | Japonsko    | 1     | 1       | 0     | 2      |
| 6.     | Čína        | 0     | 1       | 2     | 3      |
| 7.     | Tchaj-wan   | 0     | 0       | 1     | 1      |